# Ред речи
Редослед речи у лингвистици и типологија редоследа речи баве се проучавањем редоследа синтаксичких конституената и различитим редоследом речи у језичким конструкцијама. Занимљиве су корелације између редоследа речи у различитим синтаксичким поддоменима. Примаран редослед речи који је предмет проучавања је конституентни редослед клаузе – променљиви редослед субјекта, објекта И глагола; редослед модификатора (придева – бројних, показних, присвојних И адјункта) у именичкој фрази и редослед прилошких одредби (адвербијала).
Неки језици користе релативно ограничен редослед речи, често се ослањајући на редослед конституената да би пренели важне граматичке информације. Други – често они који преносе граматичке информације кроз инфлексију- допуштају већу флексибилност која се може користити за енкодирање прагматичких информација као што је тематизација односно фокус. Већина језика има устаљени редослед речи, а ако постоје други редоследи, они се сматрају “маркираним”.
Већина језика који имају номинатив и акузатив – које имају именице које чине доминантну врсти речи и клаузе које укључују субјекат и објекат – дефинишу конституентски редослед речи у погледу финитног глагола (Г) и његових аргумената, субјекта (С) И објекта (О).
Постоји шест теоретски могућих основних редоследа речи за реченицу са прелазним глаголом: Субјекат-предикат-објекат (СПО);Субјекат-објекат-предикат (СОП); Предикат-субјекат-објекат (ПСО); предикат-објекат-субјекат (ПОС); објекат-субјекат-предикат (ОСП); Објекат-предикат-субјекат (ОПС).
Велика већина светских језика има редослед или СПО или СОП, са много мањим али И даље знаћајним процентом ПСО редоследа. Преостала три редоследа су изузетно ретка, при чему је ПОС нешто чешћи од ОСП, а ОПС знатно ређи од претходно наведених редоследа.

## Налажење основног конституента редоследа речи
Студија Мареја Гелмана и Мерита Ралена, који се надовезује на радове из компаративне лингивстике, тврди да је дистрибуција речи у језицима света првобитно била СОП. Овај рад упоређује истраживање о 2135 речи са “претпостављеним филогенетским дрветом” језика, закључујући да промене у редоследу речи прате одређене путање И да пренос редоследа речи у великој мери вертикалан ( тј. прати филогенетско дрво предака) насупрот хоризонталном (просторном тј. Дифузијом. Према овој анализи најскорији предак тренутно познатиних језика се до скоро користио И преко њега се трасира цела еволутивна путања редоследа речи у већини случајева.
Постоји велика сличност између језичког дрвета И генетског дрвета. Није увек лако пронаћи базичан ред речи са конституентима С, О И В. Прво, не користе сви језици субјекат И објекат. Код других језика, субјекат И објекат не морају да формирају клаузу са која укључује глагол. Уколико се субјекат И објекат могу поистоветити са клаузом, може доћи до проблема у којем различити редови речи доминирају у различитим контекстима. На пример, француски језик поседује СВО за именице, али такође СОВ када је објекат заменица И ред ВСО за питања; немачки језик поседује ред речи у којем је глагол у средини у већини клауза, али распоред који се завршава глаголом на крају само у подређеним клаузама. У другим светским језицима ред речи прелазних И непрелазних клауза не мора увек да кореспондира. Додуше, у другим клаузама, правила за слагање С, О И В може постојати, али углавном као другостепен (И углавном подређен) основнијим правилима реда речи. Да би имали валидну основу за поређење, основни ред речи мора бити дефинисан као:
1.	Декларатив
2.	Главна клауза
3.	С и о морају бити именски аргументи
4.	Прагматички неутрално, ниједан елемент се не истиче
Док су прва два захтева проста за поштовање, друга два је веома теже поштовати. У говорном језику, тешко је имати две именице у реченици: правило је да клауза има највише једну именицу, док други аргумент мора по природи бити именички. У писаном језику, ситуација је мало другачија, али то није од велике помоћи при истраживању говорних језика. На крају, примедбу о „прагматички неутралном“ је веома тешко тестирати. Док је реченица на енглеском „Тхе кинг, тхеy киллед“ снажно истиче краља, у другим језицима тај ред речи (ОСВ) можда неће значајније истицати него неки други редослед именицу „краљ“. Уколико су сва правила уважена, понекад се деси да језици не изискују неки конкретан тред речи. Последње средство би било бројање текста, али чак и тада неки језици морају бити анализирани из перспективе могућности постојања више редоследа речи.

## Конституентски редоследи речи
Ово су сви могући „редови речи“ за субјекат, глагол и објекат од најчешћег до најређег (примери користе „она“ као субјекат, „појела“ као објекат“ и „хлеб“ као објекат):
- СОВ је редослед који се најчешће употребљава у признатим језицима, то су језици попут корејског, монголског, турског, Индо-аријанског и дравидских језика. Неки језици, попут персијског, латинског и кечуа језика, поседују нормалан СОВ редослед али мање него претходно наведени језици. Реленица попут „она хлеб је појела“ била би коректна у тим језицима. СВО језици су енглески, романски језици, бугарски, македонски, српско-хрватски, кинески и свахили, између осталих. „Она је појела хлеб“.
- ВСО језици су класични арапски, острвски келтски језици и хавајски. „Појела је она хлеб“ је тачно рећи на овим језицима.
- ВОС језици су фиџи и малагајски: „Појела је хлеб она“
- ОВС језици су Хиxкарyана. „Хлеб је појела она.“
- ОСВ језици су Xаванте и Wарао. „Хлеб је она појела“.

Некада су узорци комплекснији: немачки, холандски, африканс и фризијски поседују СОВ у подређеним, али В2 ред речи у главним клаузама, СВО ред речи је најучесталији. Користећи се упутствима од горе, немаркирани ред речи је СВО.
Неки други језици, попут латинског, персијског, румунског, турског и финског не поседују стриктни ред речи, чак је реченица флексибилна и рефлектује прагамтику употребе. Слично томе, јапански захтева да се све реченице заврше глаголом, али тако ред речи може бити СОВ или ОСВ.
Главни проминентни језици организују реченице тако што истучу главни реченични конституент о којем се говори и око њих везују остале конституенте. Поред тога, јавља се чешће преферирани редослед као у латинском и турском – СОВ је најфреквентнији у говорном језику, а у финском је фреквентан у обе сфере – писаној и говорној, али и обавезан у случају када је маркирањем немогуће разликовати улоге аргумената. Као што језици могу поседовати различит ред речи у различитим контекстима, тако могу имати фиксиран али и слободан ред речи. На пример, руски поседује релативно фиксиран СВО ред речи, али и слободнији СВ-ВС ред речи у непрелазним клаузама.
Узрок овим случајевима може се приписати шифровању прелазне и непрелазне клаузе, док је симбол „С“ немогућ за аргумент непрелазне реченице, а за „А“ за актора односно агенса прелазне реченице (објекат се може заменити са „П“ за пацијенса). Тако, у руском је фиксиран СВО ред речи, али веома слободан СВ-ВС. У таквом приступу, опис реда речи се лакше преноси на језике који не захтевају одређене критеријуме у складу са претходном секцијом. На пример, мајански језик је описан као језик који чешће поседује нестандардан ВОС редослед речи. У сваком случају, ради се о језицима у којима се јавља употреба ергатива и абсолутива, и специфичнији ред речи јесте непрелазни ВС, прелазни ВОА, где аргументи С и О активирају исти споразум када се ради о глаголу. Заиста, многи језици за које се сматрало да су имали ВОС ред речи употребљавају ергатив као мајански.
Баскијски језик је једини језик који има слободну употребу редоследа речи. Ипак, СОВ редослед је најстандарднији и најуоптребљиванији када се ради о стандардном баскијском, али баскијски дијалекат не поседује стандардни ред речи који би се могао идентификовати. Гасконски језици, попут аквитанског као и стари иберијски језик такође не поседују одређени редослед речи како су отркили неки научници. Баскијски језик користи свих шест редоследа речи у граматичком и говорном смислу. Протобаскијски језик, како је утврђено, има бесконачан број консонаната. Ова открића сугеришу да је баскијска језичка примитивност просто последица остатака језичке изолације и готово нестанка западног протоевропског језика, што се дефинише престанком развоја током индоевропске регијске асимилације. Занимљиво, баскијски језик је једини језик који се дефинише на овакав начин.
Фиксирани или прототипски ред речи је једини начин да се олакша анализа реченичне семантике и редуковање амбигвитета. Један од начина да се говорна употреба огради од амбигвитета (комплетно одстрањење амбигвитета је вероватно немогуће) јесте да се фиксира редослед аргумената и других реченичних конституената. Ово функционише јер је говор инхерентно линеаран. Још један метод јесте да се означе аргументи на неки начин, на пример означавањем падежа или другим маркером. Фиксиран редослед речи редукује експресивност, али маркирање повећава нагомилавање информације, и због ових разлога стриктан редослед речи ретко се појављује заједно са стриктним морфолским маркирањем, као на пример са перскијским језиком.
Посматрајући дискурсне узорке, утврђено је да претходно дата информација – тема, има тенденцију да претходи новој инфрмацији – коментару. Штавише, акивни учесници (нарочито људи) теже да буду тема говора него ствари над којима се врши неки чин (као на пример „оранге беинг еатен“). Уколико су учесници разговора обично тема говора, и ако се тема намеће раније у реченици, сами учесници захтевају да буду споменути раније у реченици. Ова тенденција може граматички фаворизовати самог субјекта у реченици. Споменуте функције у редоследу речи могу утицати фреквентност различитог броја узорка редоследа речи: Велика већина језика поседује ред речи у којем „С“ претходи „О“ и „В“.
Било да „В“ претходи „О“ или „О“ претходи „В“, доказано је да постоји ефектна разлика са великим последицама на фраземски редослед речи. Познавање редоследа речи са друге стране може бити примењено да идентификује односе НП у реченици при изучавању непознатог језика. Уколико можемо да идентификујемо глагол у реченици, и уколико знамо да је језик стриктно акузативан СВО, онда знамо да „Гроб смоцк Блуг“ вероватно значи да Гроб украшава, а да је Блуг предемт који се украшава. Како год, будући да је стриктни редослед речи веома редак у употреби, овакве студије и примене истих у редоследу речи су ретко ефектне.

## Ред речи у фразама и гранање
Ред конституената у фрази може варирати као и ред конституената у реченици. Нормално, именске фразе и адпозиционе фразе су проучене. Поред именских фраза, проучава се да ли следећи модификанти се појављују испред или после именице:
-	Придев (црвена кућа вс кућа црвена)
-	Детерминанта (ова кућа вс кућа ова)
-	Број (две куће или куће две)
-	Посесивне заменице (моја кућа или кућа моја)
-	Релативне реченице (кућу коју сам ја саградио или ја који сам саградио кућу)
Поред адпозиционе реченице, истражује се да ли језик користи препозиције (у Лондону) или обе (уобичајено са различитим адпозицијама у оба случаја).
Постоји неколико генералних веза између реченичног нивоа у смислу реда речи и фраземског нивоа.
На пример, СОВ језици генерално постављају модификанте иза основних конституената и употребљавају постпозиције. ВСО језици имају тенденцију да стављају модификанте испред конституената и тако употребљавају препозиције. У случају СВО језика, оба реда су у употреби.
На пример, француски (СВО) употребљава препозиције и поставља придеве испред (данс ла воитуре, à гауцхе). Како год, мала врста придева генерално се јављају иза главног конституента (уне гранде воитуре). На другој страни, енглески (такође СВО) придеви скоро увек иду иза именица (а биг цар), и придеви такође могу се постављати на исти начин – енглески поседује јако мали број придева који иду испред главних конституената, што је изузетно, а самим тим је позајмљено из француског.